# Hechi
Hechi léase Jo-Chi (en chino simplificado, 河池市; pinyin, Héchí shì) es una ciudad-prefectura en la región autónoma Zhuang de Guangxi, República Popular de China, ubicada a unos 200 km de Nanning, la capital provincial. La geografía de Hechí es muy montañosa situándose al norte las montañas Jiuwangda, en el sur las montañas del Dragón Verde, al oeste las montañas Fénix y en el este las montañas Duyang . Limita al norte con la provincia de Guizhou, al sur con Nanning, al este con Baise y al este con Liuzhou. Su área es de 33 500 km² y su población total es de 3,83 millones (2004).

## Administración
la ciudad-prefectura de Hechi está conformada de 11 localidades que se administran en 2 distritos, 4 condados y 5 condados autónomos.
- Distrito Jinchengjiang (金城江区)
- Distrito Yizhou (宜州区)
- Condado Nandan (南丹县）
- Condado Tian'e (天峨县）
- Condado Donglan (东兰县）
- Condado Fengshan (凤山县）
- Condado autónomo Huanjiang  (环江毛南族自治县)
- Condado autónomo Du'an (都安瑶族自治县)
- Condado autónomo Luocheng (罗城仫佬族自治县)
- Condado autónomo Bama (巴马瑶族自治县)
- Condado autónomo Dahua (大化瑶族自治县)

## Economía
- Minerales Hechi es uno de los productores de minerales más importante. Todos los condados tienen grandes reservas de minerales como estaño, antimonio, oro, zinc, indio, cobre, hierro, plata, manganeso, arsénico piedra caliza y mármol. Es una fuente importante de oro para China y el mercado global.
- Agua Debido al clima tropical húmedo Hechí, es también importante en recursos hídricos. Cada año, más de 25 km³ de agua fluye a través de la ciudad, el 13% de toda el agua de Guangxi. Hay más de 630 ríos, arroyos y ríos con una longitud total de más de 5.130 kilómetros, estos ríos producen más de 10 gigavatios de electricidad, la mitad de la energía hidroeléctrica de Guangxi.
- Agricultura Gracias al clima , convierte el suelo en un centro agrícola importante. Más de 400 tipos de cultivos, incluyendo naranjas, piña, maíz, raíz de loto, yuca, caña de azúcar, tabaco, hortalizas, melones, moras, setas y más de 100 tipos diferentes de arroz se cultivan aquí. Plantas como el maní, ajonjolí, y la uva son también importantes.

## Clima
Su temperatura media es de 20C.
| Parámetros climáticos promedio de Hechi (1971−2000)              | Parámetros climáticos promedio de Hechi (1971−2000) | Parámetros climáticos promedio de Hechi (1971−2000) | Parámetros climáticos promedio de Hechi (1971−2000) | Parámetros climáticos promedio de Hechi (1971−2000) | Parámetros climáticos promedio de Hechi (1971−2000) | Parámetros climáticos promedio de Hechi (1971−2000) | Parámetros climáticos promedio de Hechi (1971−2000) | Parámetros climáticos promedio de Hechi (1971−2000) | Parámetros climáticos promedio de Hechi (1971−2000) | Parámetros climáticos promedio de Hechi (1971−2000) | Parámetros climáticos promedio de Hechi (1971−2000) | Parámetros climáticos promedio de Hechi (1971−2000) | Parámetros climáticos promedio de Hechi (1971−2000) |
| Mes                                                              | Ene.                                                | Feb.                                                | Mar.                                                | Abr.                                                | May.                                                | Jun.                                                | Jul.                                                | Ago.                                                | Sep.                                                | Oct.                                                | Nov.                                                | Dic.                                                | Anual                                               |
| ---------------------------------------------------------------- | --------------------------------------------------- | --------------------------------------------------- | --------------------------------------------------- | --------------------------------------------------- | --------------------------------------------------- | --------------------------------------------------- | --------------------------------------------------- | --------------------------------------------------- | --------------------------------------------------- | --------------------------------------------------- | --------------------------------------------------- | --------------------------------------------------- | --------------------------------------------------- |
| Temp. máx. media (°C)                                            | 14.5                                                | 15.9                                                | 19.8                                                | 25.1                                                | 28.8                                                | 31.3                                                | 32.7                                                | 32.9                                                | 30.9                                                | 26.9                                                | 22.1                                                | 17.8                                                | 24.9                                                |
| Temp. mín. media (°C)                                            | 8.4                                                 | 10.0                                                | 13.3                                                | 18.1                                                | 21.5                                                | 24.0                                                | 24.9                                                | 24.6                                                | 22.7                                                | 18.8                                                | 14.2                                                | 10.0                                                | 17.5                                                |
| Lluvias (mm)                                                     | 38.2                                                | 43.8                                                | 61.9                                                | 125.6                                               | 238.5                                               | 296.5                                               | 253.7                                               | 213.9                                               | 101.8                                               | 78.1                                                | 47.9                                                | 24.3                                                | 1524.2                                              |
| Días de lluvias (≥ 0.1 mm)                                       | 13.0                                                | 13.0                                                | 15.6                                                | 16.8                                                | 17.1                                                | 16.3                                                | 17.2                                                | 16.2                                                | 10.9                                                | 10.6                                                | 8.7                                                 | 6.9                                                 | 162.3                                               |
| Horas de sol                                                     | 55.3                                                | 47.9                                                | 55.8                                                | 75.7                                                | 101.5                                               | 108.6                                               | 152.4                                               | 173.2                                               | 154.2                                               | 126.5                                               | 107.2                                               | 100.3                                               | 1258.6                                              |
| Humedad relativa (%)                                             | 75                                                  | 75                                                  | 77                                                  | 78                                                  | 78                                                  | 80                                                  | 79                                                  | 79                                                  | 76                                                  | 74                                                  | 72                                                  | 71                                                  | 76.2                                                |
| Fuente: China Meteorological Administration 7 de octubre de 2010 |                                                     |                                                     |                                                     |                                                     |                                                     |                                                     |                                                     |                                                     |                                                     |                                                     |                                                     |                                                     |                                                     |

## Aeropuerto
El aeropuerto Hechi fue construido en 2008 con una inversión de 600 millones de yuanes, el aeropuerto tiene una pista de aterrizaje de 2.200 metros de largo y 45 metros de ancho, y de 4.200 metros cuadrados.

## Tal vez te interese
- Hechingen  una ciudad de Alemania.